# Stichting Delft Kennisstad
De Stichting Delft Kennisstad is een stichting in Delft, die het karakter van de stad als kennisstad of Center of Technology ondersteunt en promoot. Delft heeft een Technische Universiteit en er is een vestiging van het TNO.

## Geschiedenis
Delft heeft een lange traditie als het gaat om innovatie en de toepassing van kennis. Enkele voorbeelden:
- Het eerste Nederlandstalige boek werd in 1477 in Delft gedrukt, door Jacob Jacobszoon van der Meer en Mauricius Yemantszoon van Middelborch.
- De VOC-Kamer Delft, de eerste Kamer van de Vereenigde Oostindische Compagnie is in 1602 in Delft opgericht.
- Antoni van Leeuwenhoek uit Delft wordt gezien als de uitvinder van de microscoop. Hij deed als tiener al onderzoek met een microscoop.
- Nicolaus Cruquius deed vanaf 1705 in Delft de eerste gestandaardiseerde metingen aan het weer, waaronder de temperatuur, luchtdruk, vocht en neerslag, en het eerste weerbericht kwam uit Delft.

## Stichting
Stichting Delft Kennisstad is in 1992 opgericht. De directe aanleiding daarvoor was een TNO-onderzoek uit 1990, uitgevoerd door Richard Knight. Knight concludeerde in zijn onderzoek dat kennis gezien moest worden als een belangrijke productiefactor van de Delftse economie. Stichting Delft Kennisstad is een samenwerking tussen onderwijsinstellingen, onderzoeksinstellingen, ondernemers en de overheid en is in het Meisjeshuis gehuisvest in de historische binnenstad van Delft.

## Websites
- Gemeente Delft. Stad van innovatie.
- Nyfer. Delft kennisstad, 2005.